# خطة
الخطة هي عادة أي رسم تخطيطي أو قائمة بالخطوات مع التوقيت والمصادر المستخدمة لتحقيق هذا الهدف. انظر أيضا استراتيجية. من المعلوم عموما الزمانية تعيين الإجراءات المقصودة! أحد يتوقع من خلالها لتحقيق الهدف. المكانية أو مستو توبولوجيك أو الطبوغرافية راجع مجموعات خريطة.

## الأنواع
يمكن أن تكون الخطط رسمية أو غير رسمية:
- ممكن ان تظهر خطط البناء والتخطيط في المشاريع وهي مستخدمة من قبل العديد من الناس، ومن المحتمل أن يحدث في s المشروع، الدبلوماسية، s الوظيفي، والتنمية الاقتصادية، والحملات العسكرية، مكافحة، أو في تسيير سائر الأعمال. وفي معظم الحالات، يمكن أن يكون عدم وجود خطة ويلليد الآثار السلبية: على سبيل المثال، يمكن أن تكون تكلفة خطة مشروع غير قوية في تنظيم الوقت والمال.[3][4]
- غير رسمية أو خطط مخصصة تم إنشاؤها بواسطة الأفراد في جميع مساعيهم.

أكثر الطرق شيوعاً لوصف خطط باتساع والإطار الزمني، وخصوصية؛ ومع ذلك، هذه التصنيفات التخطيط ليست مستقلة عن بعضها البعض. فعلى سبيل المثال، هناك علاقة وثيقة بين فئتي الاستراتيجية والتشغيلية والفئات في الأجلين القصير والطويل.
من الشائع استخدام  الخطط الغير رسمية لإنشاء الأفكار المجردة، وتبقى في هذا النموذج كما هي المحافظة والبدء في استخدامها. خطط رسمية أكثر ما تستخدم لأغراض عسكرية، والأعمال التجارية بينما إنشاؤها منذ البداية مع ووصفها فكر مجرد، من المحتمل أن سطرت، وضعت أو خلاف ذلك تخزينها في شكل غير قابل للوصول إلى العديد من الناس عبر الزمان والمكان. وهذا يتيح التعاون أكثر موثوقية في تنفيذ الخطة.

## مواضيع الخطة

### التخطيط
مصطلح التخطيط يعني العامل من عناصر فرعية بقدر من التفصيل تفصيلاً. إعلانات أوسع فرشاة لأهداف قد توصف بأنها مجازي + خارطة الطريق +س. التخطيط حرفيا مجرد وسيلة وضع خطة؛ أنها يمكن أن تكون بهذه البساطة جعل قائمة. أنها اكتسبت تقني يعني، مع ذلك، لتغطية مجال s الحكومة التشريعات واللوائحالمتعلقة باستخدام الموارد.
التخطيط يمكن أن تشير إلى الاستخدام المخطط للموارد كافة، كما هو الحال في حالة خلافة s الخطة الخمسية من خلالها سعى حكومة الاتحاد السوفياتي إلى وضع البلد. ومع ذلك، على المدى هو الأكثر استخداماً فيما يتعلق بتخطيط استخدام الأراضي والموارد ذات الصلة، على سبيل المثال في التخطيط الحضري و تخطيط النقل، إلخ.
وهكذا، في سياق حكومية، «التخطيط» بدون أي تحفظ الأكثر احتمالاً أن يعني تنظيم استخدام الأراضي. انظر أيضا تقسيم المناطق.